# كونستانتينوس كونستانتينو
كونستانتينوس كونستانتينو (باليونانية: Κωνσταντίνος Κωνσταντίνου)‏ (و. القرن 19  م) هو راكب دراجة هوائية يوناني، شارك في الألعاب الأولمبية الصيفية 1896.

## روابط خارجية
- كونستانتينوس كونستانتينو على موقع إحصائيات الدراجات الإحترافية (الإنجليزية)
- كونستانتينوس كونستانتينو على موقع أوليمبيديا (الإنجليزية)